# Proposición no de ley (España)
Una Proposición no de Ley (PNL), también llamada propuesta no de ley, en el sistema jurídico español es una iniciativa parlamentaria a través de la cual la Cámara expresa su posición ante una determinada cuestión o insta al gobierno a seguir una política determinada o a realizar alguna acción.  Se trata de una figura habitual del Congreso de los Diputados. También se recoge esta figura en los Reglamentos de los Parlamentos de las Comunidades Autónomas. En el Senado que utiliza la palabra moción.  No puede presentarse a título individual sino que debe presentarse por uno o más grupos parlamentarios.

## Características generales
Las resoluciones aprobadas de esta manera no tienen carácter vinculante para el Gobierno pero tienen el valor político que se deriva de la naturaleza representantiva del Parlamento del que emanan.
Estos textos y resoluciones están dirigidos en general:
1. a pedir o a instar al gobierno o a alguno de sus miembros a que realice una acción concreta,
2. a mostrar públicamente una opinión mayoritaria o general de las Cortes en algún tema,
3. a sentar las bases o principios con respecto a alguna actuación de las administraciones públicas.

## Congreso de los Diputados
El Título X del reglamento del Congreso de los Diputados se encarga de regular el procedimiento de las proposiciones no de ley. En primer lugar, el Título X define que las proposiciones no de ley son aquellas proposiciones a través de las cuales se formulen propuestas de resolución a la Cámara y que han de ser presentadas por algún Grupo Parlamentario, o varios. Acto seguido, establece los pasos requeridos para su admisión y tramitación. Su aprobación puede realizarse en comisión o bien en el pleno por votación.
Ejemplos
- Proposición no de Ley en Comisión. Proposición no de Ley sobre el reconocimiento y apoyo de la República Árabe Saharaui Democrática. (ERC)[7]
- Relativa a la asistencia médica y social de las personas que sufren de fibromialgia. (Grupo Mixto)[8]
- Solicitud de comparecencia de la ministra de Sanidad y Consumo, ante la Comisión de Sanidad y Consumo, para informar sobre su política en relación con la Atención Primaria en el Sistema Nacional de Salud. (PP)
- Proposición no de Ley por la que se insta a la Corporación RTVE a promover una mayor visibilidad del deporte femenino en la programación de sus distintos canales y plataformas.  XIV Lexislatura. (GS)[9]

## Senado
El reglamento del Senado no utiliza el término de Proposición No de Ley sino de «moción». Las mociones pueden tener varias funciones, pero nunca legislar.
El Título VII, «De  las  mociones», establece en su artículo 174:

Las mociones deberán tener alguna de las finalidades siguientes:

- a) Que el Gobierno formule una declaración sobre algún tema o remita a las Cortes un proyecto de ley regulando una materia de la competencia de aquellas.
- b) Que se dé una determinada tramitación a  las cuestiones incidentales que surjan como consecuencia de un debate.
- c) Que concluya una deliberación y se someta a votación, en su caso, la cuestión debatida de acuerdo con el procedimiento quele corresponda.
- d)  Que  la  Cámara  delibere  y  se  pronuncie  sobre  un  texto  decarácter no legislativo.

Fuente: Boletín Oficial del Estado.

Ejemplos
- Declaración institucional con motivo del Día Internacional de la Eliminación de la Violencia contra la Mujer. (Todos los grupos)[10]
- Moción para el Aplazamiento de las patentes de software.[11]
- Moción para fomentar la lactancia materna en España, a través de campañas de información y divulgación sobre los efectos beneficiosos tanto para las madres como para los hijos. (PP, PSOE, CiU, Entesa Catalana y PNV)[12]